# Мадаткенд
Мадаткенд (азерб. Mədətkənd) — село в административно-территориальном округе села Гарабулаг Ходжалинского района Азербайджана.

## География
Сёла Гарабулаг, Бахарлы, Демирчиляр, Мадаткенд входят в состав Гарабулагского сельского административно-территориального округа Ходжалинского района, при этом село Гарабулаг является центром этого сельского административно-территориального округа.

## История
В советский период на 1 января 1977 года село входило в состав Карабулакского сельсовета Степанакертского района Нагорно-Карабахской автономной области (НКАО) Азербайджанской ССР. Указом Президиума Верховного Совета Азербайджанской ССР от 15 мая 1978 года было постановлено утвердить решение исполнительного комитета областного Совета народных депутатов Нагорно-Карабахской автономной области (НКАО) о переносе центра Степанакертского района из города Степанакерт (ныне Ханкенди) в рабочий посёлок Аскеран и переименовании Степанакертского района в Аскеранский район. В результате это село оказалось в составе Аскеранского района НКАО Азербайджанской ССР.
2 сентября 1991 года на совместной сессии Нагорно-Карабахского областного и Шаумяновского районного Советов народных депутатов была принята Декларация о провозглашении Нагорно-Карабахской Республики в границах Нагорно-Карабахской автономной области (НКАО) и сопредельного Шаумяновского района Азербайджанской ССР.
26 ноября 1991 года Верховный Совет Азербайджанский Республики принял Закон «Об упразднении Нагорно-Карабахской автономной области Азербайджанской Республики». В этом Законе помимо упразднения Нагорно-Карабахской Автономной Области (НКАО), было постановлено в том числе также и упразднение Аскеранского района, образование Ходжалинского района с центром в городе Ходжалы и передача территории упразднённого Аскеранского района в состав Ходжалинского района. В настоящее время село Мадаткенд входит в состав Гарабулагского сельского административно-территориального округа Ходжалинского района Азербайджана.
В результате Карабахского конфликта, село в начале 1990-х годов попало под контроль непризнанной Нагорно-Карабахской Республики (НКР). Согласно административно-территориальному делению непризнанной республики село располагалось в Аскеранском районе НКР и называлось Мадаташен (арм. Մադաթաշեն).
9 ноября 2020 года, во время Второй Карабахской войны, Президент Азербайджана Ильхам Алиев объявил о восстановлении контроля над селом Мадаткенд.